# 34576 Leeshangjung
34576 Leeshangjung è un asteroide della fascia principale. Scoperto nel 2000, presenta un'orbita caratterizzata da un semiasse maggiore pari a 2,9026660 au e da un'eccentricità di 0,0883723, inclinata di 7,03390° rispetto all'eclittica.